# Filippo Amadei
Filippo Amadei zwany Pippo del Violoncello (ur. w 1670, zm. w 1730) – włoski kompozytor epoki późnego baroku.
Był jednym z rywali Georga Friedricha Händla w Londynie. 
Niewiele wiadomo o jego życiu. Pochodził z Rzymu, gdzie wystawił w 1711 roku operę: Teodosio il Giovane. W Londynie dokonał adaptacji opery L'Arsace autorstwa innego włoskiego kompozytora Orlandiniego. Razem z Händlem i Giovannim Battistą Bononcinim skomponował też operę pasticcio Mucjusz Scaevola wystawioną w Royal Opera House w roku 1721.